# Atletica leggera ai Giochi della XXXII Olimpiade - 200 metri piani femminili

Video ufficiale della Finale

Ai Giochi della XXXII Olimpiade la competizione dei 200 metri piani femminili si è svolta il 2 e 3 agosto 2021 presso lo Stadio nazionale di Tokyo.

## Presenze ed assenze delle campionesse in carica
| Competizione           | Atleta            | Prestazione |             |
| ---------------------- | ----------------- | ----------- | ----------- |
| Olimpiadi 2016         | Elaine Thompson   | 21”78       | Presente    |
| Commonwealth 2018      | Shaunae Miller    | 22”09       | Presente    |
| Europei 2018           | Dina Asher-Smith  | 21”89       | Solo 100 m  |
| Asiatici 2018          | Edidiong Odiong   | 22”96       | Assente     |
| Panamericani 2019      | Shelly-Ann Fraser | 22”43       | Presente    |
| Africani 2019          | Gina Bass         | 22”58       | Presente    |
| Mondiali 2019          | Dina Asher-Smith  | 21”88       | Solo 100 m  |
|                        |                   |             |             |
| Mondiali under 20 2018 | Briana Williams   | 22”50       | Non qualif. |

1. ↑  Di origine nigeriana.

Graduatoria mondiale
In base alla classifica della Federazione mondiale, le migliori atlete iscritte alla gara erano le seguenti:
| Pos. | Atleta                | Punti | Note |
| ---- | --------------------- | ----- | ---- |
| 2    | Shaunae Miller-Uibo   | 1420  |      |
| 3    | Elaine Thompson-Herah | 1376  |      |
| 4    | Mujinga Kambundji     | 1352  |      |

## La gara
La campionessa europea e mondiale Dina Asher-Smith, delusa per la mancata qualificazione alla finale dei 100 m, rinuncia alla doppia distanza riservando tutte le rimanenti energie alla staffetta 4x100.

La Giamaica schiera quattro atlete, cogliendo l'opportunità offerta dalla Federazione internazionale, in base alla quale la campionessa in carica, se ha ottenuto il minimo di qualificazione, può saltare le selezioni nazionali. 

Le fortissime caraibiche, però perdono subito un'atleta. Nella quinta batteria Shericka Jackson (personale di 21”81), forse sottovalutando il campo delle avversarie, non spinge fino in fondo e finisce quarta e prima delle eliminate. Nella quarta batteria Christine Mboma, 18 anni, stabilisce il nuovo primato mondiale Under 20 con 22”11.
Elaine Thompson sfreccia nella seconda semifinale in 21”66. Dietro di lei Christine Mboma migliora il proprio fresco record con 21”97. Nella terza serie Mujinga Kambundji (Svizzera) eguaglia con 22”26 il nuovo record nazionale che lei stessa ha stabilito in batteria.
In finale 
Elaine Thompson non ha rivali. Vince con quasi 3 decimi di vantaggio su Christine Mboma. Il suo superbo 21”53 è la seconda miglior prestazione della storia, dietro soltanto al record del mondo (21”34) stabilito da Florence Griffith nel 1988. Christine Mboma si migliora per la terza volta in tre turni. Il suo 21”81 non è solo il primato mondiale Under 20 ma è anche il nuovo record africano. Shaunae Miller non spinge fino in fondo terminando ultima in 24”00. Sta bene fisicamente, ma il problema è un altro: in mattinata ha corso il primo turno dei 400 metri (gara in cui è favorita). Meno di 24 ore dopo deve correre il secondo turno. Non ha voluto rischiare incidenti.

I tempi della terza, quarta e settima posizione sono i più veloci di sempre.
Elaine Thompson si conferma a quattro anni di distanza nelle due specialità in cui è campionessa olimpica, impresa mai riuscita nell'atletica leggera femminile.

## Risultati

### Batterie
Le prime tre atlete di ogni batteria (Q) e le successive tre più veloci (q) si qualificano alle semifinali.

#### Batteria 1
| Posizione | Corsia | Atleta                  | Nazionalità    | Tempo | Note                                     |
| --------- | ------ | ----------------------- | -------------- | ----- | ---------------------------------------- |
| 1         | 6      | Marie-Josée Ta Lou      | Costa d'Avorio | 22"30 | Q                                        |
| 2         | 3      | Shaunae Miller-Uibo     | Bahamas        | 22"40 | Q                                        |
| 3         | 8      | Nzubechi Grace Nwokocha | Nigeria        | 22"47 | Q                                        |
| 4         | 4      | Gloria Hooper           | Italia         | 23"16 | q                                        |
| 5         | 2      | Ana Carolina Azevedo    | Brasile        | 23"20 | Miglior prestazione personale stagionale |
| 6         | 5      | Olga Safronova          | Kazakistan     | 23"64 |                                          |

#### Batteria 2
| Posizione | Corsia | Atleta                  | Nazionalità   | Tempo | Note                                     |
| --------- | ------ | ----------------------- | ------------- | ----- | ---------------------------------------- |
| 1         | 6      | Shelly-Ann Fraser-Pryce | Giamaica      | 22"22 | Q                                        |
| 2         | 3      | Beatrice Masilingi      | Namibia       | 22"63 | Q                                        |
| 3         | 2      | Dafne Schippers         | Paesi Bassi   | 23"13 | Q                                        |
| 4         | 8      | Lisa-Marie Kwayie       | Germania      | 23"14 | q                                        |
| 5         | 7      | Rafaéla Spanoudaki      | Grecia        | 23"16 | q                                        |
| 6         | 4      | Lucia Moris             | Sudan del Sud | 25"24 |                                          |
| 7         | 5      | Najma Parveen           | Pakistan      | 28"12 | Miglior prestazione personale stagionale |

#### Batteria 3
| Posizione | Corsia | Atleta            | Nazionalità | Tempo | Note |
| --------- | ------ | ----------------- | ----------- | ----- | ---- |
| 1         | 8      | Mujinga Kambundji | Svizzera    | 22"26 | Q    |
| 2         | 5      | Anavia Battle     | Stati Uniti | 22"54 | Q    |
| 3         | 4      | Gémima Joseph     | Francia     | 22"94 | Q    |
| 4         | 7      | Jaël Bestué       | Spagna      | 23"19 |      |
| 5         | 6      | Inna Eftimova     | Bulgaria    | 23"42 |      |

#### Batteria 4
| Posizione | Corsia | Atleta                  | Nazionalità | Tempo | Note                                     |
| --------- | ------ | ----------------------- | ----------- | ----- | ---------------------------------------- |
| 1         | 3      | Christine Mboma         | Namibia     | 22"11 | Q                                        |
| 2         | 2      | Gabrielle Thomas        | Stati Uniti | 22"20 | Q                                        |
| 3         | 5      | Aminatou Seyni          | Niger       | 22"72 | Q                                        |
| 4         | 8      | Roda Njobvu             | Zambia      | 23"33 |                                          |
| 5         | 6      | Jessica-Bianca Wessolly | Germania    | 23"41 |                                          |
| 6         | 4      | Vitória Cristina Rosa   | Brasile     | 23"59 |                                          |
| 7         | 7      | Dutee Chand             | India       | 23"85 | Miglior prestazione personale stagionale |

#### Batteria 5
| Posizione | Corsia | Atleta                  | Nazionalità | Tempo | Note                                     |
| --------- | ------ | ----------------------- | ----------- | ----- | ---------------------------------------- |
| 1         | 4      | Anthonique Strachan     | Giamaica    | 22"76 | Q                                        |
| 2         | 6      | Lorene Dorcas Bazolo    | Portogallo  | 23"21 | Q                                        |
| 3         | 7      | Dalia Kaddari           | Italia      | 23"26 | Q (.251)                                 |
| 4         | 2      | Shericka Jackson        | Giamaica    | 23"26 | (.255)                                   |
| 5         | 3      | Ivet Lalova-Collio      | Bulgaria    | 23"39 | Miglior prestazione personale stagionale |
| 6         | 5      | Veronica Shanti Pereira | Singapore   | 23"96 | Miglior prestazione personale stagionale |

#### Batteria 6
| Posizione | Corsia | Atleta                | Nazionalità   | Tempo | Note                                     |
| --------- | ------ | --------------------- | ------------- | ----- | ---------------------------------------- |
| 1         | 6      | Crystal Emmanuel      | Canada        | 22"74 | Q                                        |
| 2         | 8      | Beth Dobbin           | Gran Bretagna | 22"78 | Q                                        |
| 3         | 5      | Elaine Thompson-Herah | Giamaica      | 22"86 | Q                                        |
| 4         | 4      | Imke Vervaet          | Belgio        | 23"05 | q                                        |
| 5         | 7      | Phil Healy            | Irlanda       | 23"21 | Miglior prestazione personale stagionale |

#### Batteria 7
| Posizione | Corsia | Atleta               | Nazionalità | Tempo | Note                                     |
| --------- | ------ | -------------------- | ----------- | ----- | ---------------------------------------- |
| 1         | 2      | Jenna Prandini       | Stati Uniti | 22"56 | Q                                        |
| 2         | 6      | Gina Bass            | Gambia      | 22"74 | Q                                        |
| 3         | 7      | Riley Day            | Australia   | 22"94 | Q                                        |
| 4         | 5      | Maja Mihalinec Zidar | Slovenia    | 23"62 | Miglior prestazione personale stagionale |
| 5         | 4      | Kristina Marie Knott | Filippine   | 23"80 |                                          |
| -         | 8      | Jamile Samuel        | Paesi Bassi | dns   |                                          |

### Semifinali
Le prime due atlete di ogni batteria (Q) e le successive due più veloci (q) si qualificano alla finale.

#### Semifinale 1
| Posizione | Corsia | Atleta                  | Nazionalità | Tempo | Note   |
| --------- | ------ | ----------------------- | ----------- | ----- | ------ |
| 1         | 6      | Shelly-Ann Fraser-Pryce | Giamaica    | 22"13 | Q      |
| 2         | 4      | Beatrice Masilingi      | Namibia     | 22"40 | Q      |
| 3         | 5      | Anthonique Strachan     | Bahamas     | 22"56 | (.551) |
| 4         | 9      | Ryley Day               | Australia   | 22"56 | (.557) |
| 5         | 7      | Jenna Prandini          | Stati Uniti | 22"57 |        |
| 6         | 2      | Dafne Schippers         | Paesi Bassi | 23"03 |        |
| 7         | 8      | Lorene Dorcas Bazolo    | Portogallo  | 23"20 |        |
| 8         | 3      | Lisa-Marie Kwayie       | Germania    | 23"42 |        |

#### Semifinale 2
| Posizione | Corsia | Atleta                | Nazionalità   | Tempo | Note |
| --------- | ------ | --------------------- | ------------- | ----- | ---- |
| 1         | 9      | Elaine Thompson-Herah | Giamaica      | 21"66 | Q    |
| 2         | 4      | Christine Mboma       | Namibia       | 21"97 | Q    |
| 3         | 6      | Gabrielle Thomas      | Stati Uniti   | 22"01 | q    |
| 4         | 5      | Gina Bass             | Gambia        | 22"67 |      |
| 5         | 8      | Beth Dobbin           | Gran Bretagna | 22"85 |      |
| 6         | 7      | Crystal Emmanuel      | Canada        | 23"05 |      |
| 7         | 2      | Gémima Joseph         | Francia       | 23"19 |      |
| 8         | 1      | Gloria Hooper         | Italia        | 23"28 |      |
| 8         | 3      | Rafaéla Spanoudaki    | Grecia        | 23"38 |      |

#### Semifinale 3
| Posizione | Corsia | Atleta                  | Nazionalità    | Tempo | Note                          |
| --------- | ------ | ----------------------- | -------------- | ----- | ----------------------------- |
| 1         | 6      | Marie-Josée Ta Lou      | Costa d'Avorio | 22"11 | Q                             |
| 2         | 5      | Shaunae Miller-Uibo     | Bahamas        | 22"14 | Q                             |
| 3         | 7      | Mujinga Kambundji       | Svizzera       | 22"26 | q                             |
| 4         | 9      | Nzubechi Grace Nwokocha | Nigeria        | 22"47 | Miglior prestazione personale |
| 5         | 8      | Aminatou Seyni          | Niger          | 22"54 | Record nazionale              |
| 6         | 4      | Anavia Battle           | Stati Uniti    | 23"02 |                               |
| 7         | 2      | Imke Vervaet            | Belgio         | 23"31 |                               |
| 8         | 3      | Dalia Kaddari           | Italia         | 23"41 |                               |

### Finale
| Record mondiale e olimpico | Florence Griffith | 21"34 | Seul   | 29 settembre 1988 |
| Capolista stagionale       | Gabrielle Thomas  | 21"61 | Eugene | 26 giugno 2021    |

Martedì 3 agosto, ore 19:00.
| Posizione | Corsia | Atleta                  | Nazionalità    | Tempo | Note                                                    |
| --------- | ------ | ----------------------- | -------------- | ----- | ------------------------------------------------------- |
| Oro       | 7      | Elaine Thompson-Herah   | Giamaica       | 21"53 | Record nazionale                                        |
| Argento   | 5      | Christine Mboma         | Namibia        | 21"81 | Miglior prestazione mondiale under 20 · Record africano |
| Bronzo    | 3      | Gabrielle Thomas        | Stati Uniti    | 21"87 |                                                         |
| 4         | 4      | Shelly-Ann Fraser-Pryce | Giamaica       | 21"94 |                                                         |
| 5         | 6      | Marie-Josée Ta Lou      | Costa d'Avorio | 22"27 |                                                         |
| 6         | 8      | Beatrice Masilingi      | Namibia        | 22"28 | Miglior prestazione personale                           |
| 7         | 2      | Mujinga Kambundji       | Svizzera       | 22"30 |                                                         |
| 8         | 9      | Shaunae Miller-Uibo     | Bahamas        | 24"00 |                                                         |